# Keríniai vár
A keríniai vár (görögül: Κάστρο της Κερύνειας, törökül: Girne Kalesi) egy 16. századi vár, amelyet a velenceiek építettek egy korábbi keresztes lovagkori erődítmény helyén. Falain belül található egy 12. századi kápolna, amelyben újrahasznosított késő római kori oszlopfők láthatók, valamint területén működik a Hajóroncsmúzeum. Az épület Kerínia városában található, a Ciprustól elszakadni próbáló Észak-Ciprusi Török Köztársaság szakadár államának területén.

## Története
Kerínia az i. e. 10. század óta létezik. Az ásatások ókori görög nyomokat tártak fel, amelyek az i. e. 7. századra nyúlnak vissza, de a település a római uralom alatt fejlődött várossá. A helyszínen végzett kutatások szerint a bizánciak a 7. században építették fel az eredeti várat, hogy megvédjék a várost az új arab tengeri fenyegetéstől. A vár első történelmi említése 1191-ben történik, amikor I. Richárd angol király a harmadik keresztes hadjárat felé tartva elfoglalta a várat, legyőzve Komnénosz Izsákot, a magát császárnak kikiáltó, feltörekvő helyi kormányzót.
Rövid idő után Richárd eladta a szigetet a templomos lovagoknak, akik a parasztlázadás miatt nem tudták ellenőrzésük alá vonni, majd unokatestvérének, Lusignan Guidónak, Jeruzsálem korábbi királyának. Ezzel kezdődött a 300 évig tartó frank Ciprusi Királyság (1192-1489) története. A vár kezdetben meglehetősen kicsi volt. I. Ibelin János bejrúti úr 1208 és 1211 között kibővítette. A vár fő funkciója katonai volt, és a fejlesztések egy új bejáratot, négyzet alakú és patkó alakú tornyokat, az íjászok számára kialakított sáncokat és tömlöcöket tartalmaztak. 
A várat többször is megostromolták. Egy 1373-as genovai támadás majdnem elpusztította a várat, a 15. századi ostromok közül a leghosszabb pedig közel négy évig tartott, és a szerencsétlen lakosokat egér- és patkányevésre kényszerítette. 1489-re a velenceiek átvették az irányítást Ciprus felett, és 1540-ben kibővítették a várat, így nyerte el mai külsejét. A legfontosabb változtatások, mint például a vastag falak és az ágyúk számára kialakított lőrések hozzáadása, a puskaporos tüzérség formájában bekövetkezett változásokhoz való alkalmazkodást jelentették a hadviselésben. A velenceiek három szinten ágyúnyílásokat is kialakítottak, hogy a szárazföldről támadók ellen ágyútüzet tudjanak irányítani. A vár belsejében hatalmas hosszú rámpákat építettek, hogy a tüzérséget felhúzhassák a falakon. Amikor a vár munkálatai befejeződtek, a vár falai körbefogták a kis Szent György-templomot is, amelyet a bizánciak építhettek a 11. vagy 12. században.
1570-ben Kerínia megadta magát az oszmánoknak. Ők is változtattak a váron, de a britek megszállásuk alatt ezeket eltávolították. A várban található Sadik pasa oszmán admirális sírja. A britek a várat rendőrlaktanyaként és kiképzőiskolaként használták. A kastélyt a ciprióta görög EOKA szervezet tagjainak börtöneként is használták.
A Keríniai Régiségügyi Minisztérium 1950-ben vette át a kastély felügyeletét, bár az EOKA zavargásai alatt az épület ismét brit ellenőrzés alá került. A minisztérium 1959-ben visszaszerezte az ellenőrzést, és 1960 óta a vár nyitva áll a nagyközönség előtt. Az 1963 és 1967 közötti időszakban azonban a Ciprusi Nemzeti Gárda katonai főhadiszállásként használta a kastélyt. Ciprus török megszállását követően, 1974-ben a Girnei Régiségek és Múzeumok Minisztériuma vette át a vár megőrzéséért és használatáért való felelősséget. Az osztály őrzi az 1974 előtti, Kerínia területén lévő templomokból gyűjtött ikonokat, és a kastély zárt helyiségeiben őrzi azokat. Ezek közül néhány most a Mihály arkangyal templomban van kiállítva.

## Jelenlegi jellemzői
A vár szárazföldi oldalán lévő vizesárok a 14. század előtt tele volt vízzel, és a vár kikötőjeként szolgált. A várba az északnyugati bejáraton keresztül lehet belépni, amely a várárkon átívelő híd felől nyílik. Az első kaputól, amely a velenceiek által épített erődített fal északnyugati oldalán fekszik, egy boltíves folyosóra jutunk, amely a Lusignan-vár bejáratához vezet. A folyosótól balra egy átjáró vezet a kereszt alaprajzú Szent György-templomba (Hágiosz Georgiosz). E templom kupolája korinthoszi oszlopfőkkel ellátott márványoszlopokon nyugszik, amelyeket egy régebbi épületből mentettek ki, és itt helyeztek el.
A Lusignan-vár bejárati folyosóján található síremlék Sadik pasa oszmán tengernagyé, aki 1570-ben elfoglalta Kerínia városát. A folyosó ezután a vár nagy belső udvarába vezet, amelyet őrszobák, istállók és lakóhelyiségek szegélyeznek. Az udvartól északra és keletre található boltíves helyiségek (királyi őrszobák, börtön stb.) a Lusignan-korszakból származnak. Az udvartól nyugatra található királyi lakrészek, valamint a kis latin templom nagy és boltíves ablakai szintén a Lusignan-korszakból származnak. Az udvar déli részén a bizánci korból származó erődítmények és maradványok találhatók. A falak felső szakaszain rámpák vezetnek a védművekhez. Lépcsőkön lehet felmászni a királyi lakosztályokhoz és egy kis kápolnához. A vár mélyén várbörtönök, raktárak és a lőporraktárak találhatók. Az udvaron kívül található egy terem, amelyben különböző régészeti lelőhelyek leleteit mutatják be, például az akdenizi falusi sír, a Vrisziben feltárt neolitikus település és a kirni bronzkori sír. Az udvar északi végén egy kis ajándékbolt és egy egyszerű kávézó is található. 

## Hajóroncsmúzeum
Az udvarról nyíló egyik teremben található a Hajóroncsmúzeum, amely egy Kr. e. 4. századból származó görög kereskedelmi hajó maradványait mutatja be, amely az egyik legrégebbi valaha megtalált hajó, amely teljes rakományával együtt fennmaradt. Andréasz Kariólu, egy ciprusi görög búvár 1965-ben fedezte fel a hajót, amely tele volt malomkövekkel és Koszról és Rodoszról származó boros amforákkal. A hajó Ciprus felé tartott, amikor egy vihar miatt elsüllyedt a város kikötője előtt. 1967-ben nyilvánosan is bemutatta a roncsot a régészeknek. A Pennsylvaniai Egyetem Régészeti és Antropológiai Múzeumának Michael Katsev vezette csapata 1969 és 1974 között tanulmányozta a roncsot. A hajó az elsüllyedés idején már körülbelül 80 éves volt. Ma a 14 méter hosszú, ólommal bevont aleppói fenyőből készült hajótestet és az amforákat a múzeumban, speciálisan ellenőrzött környezetben őrzik.

## Galéria

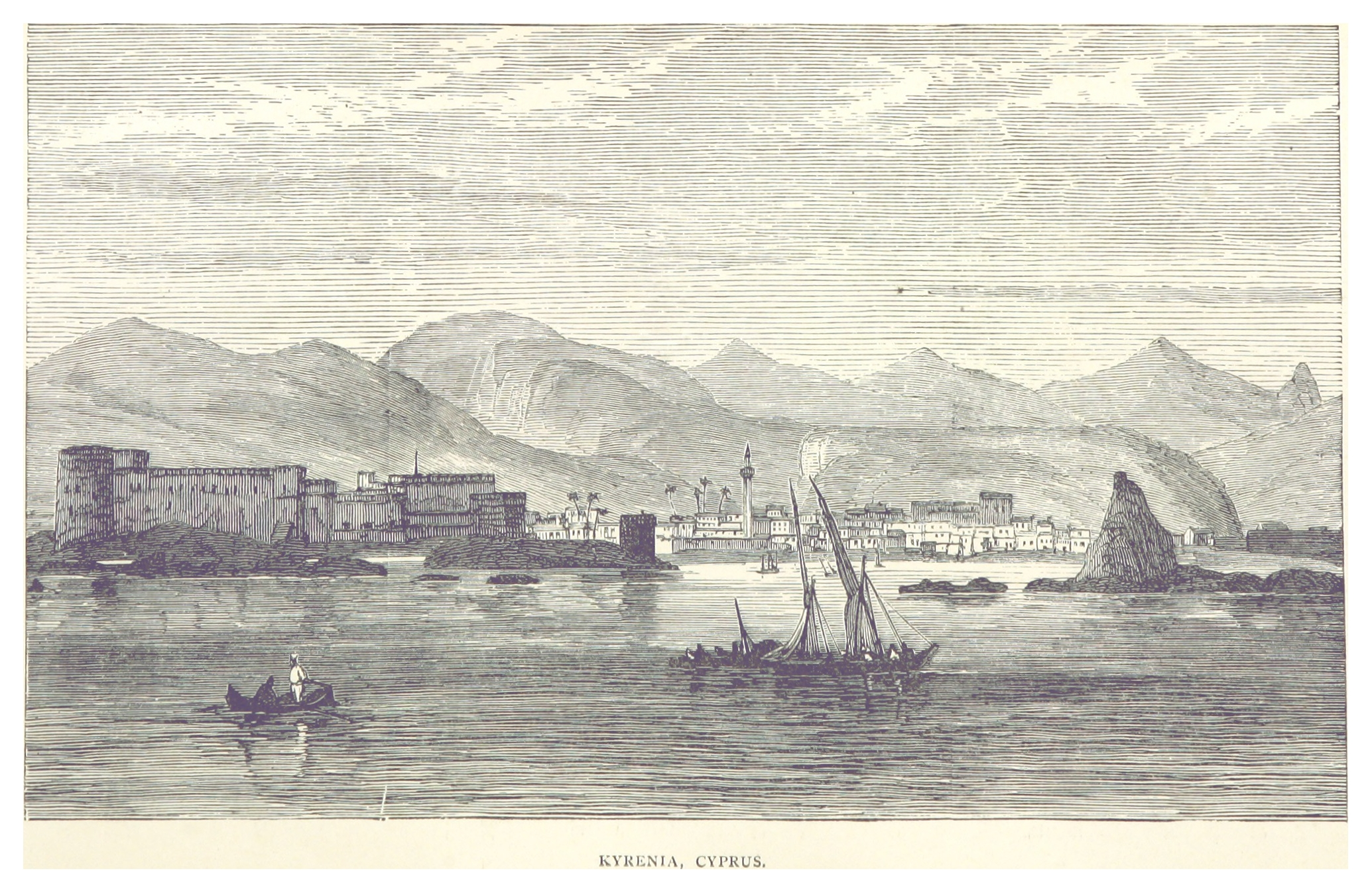
A vár és a város látképe 1880-ban
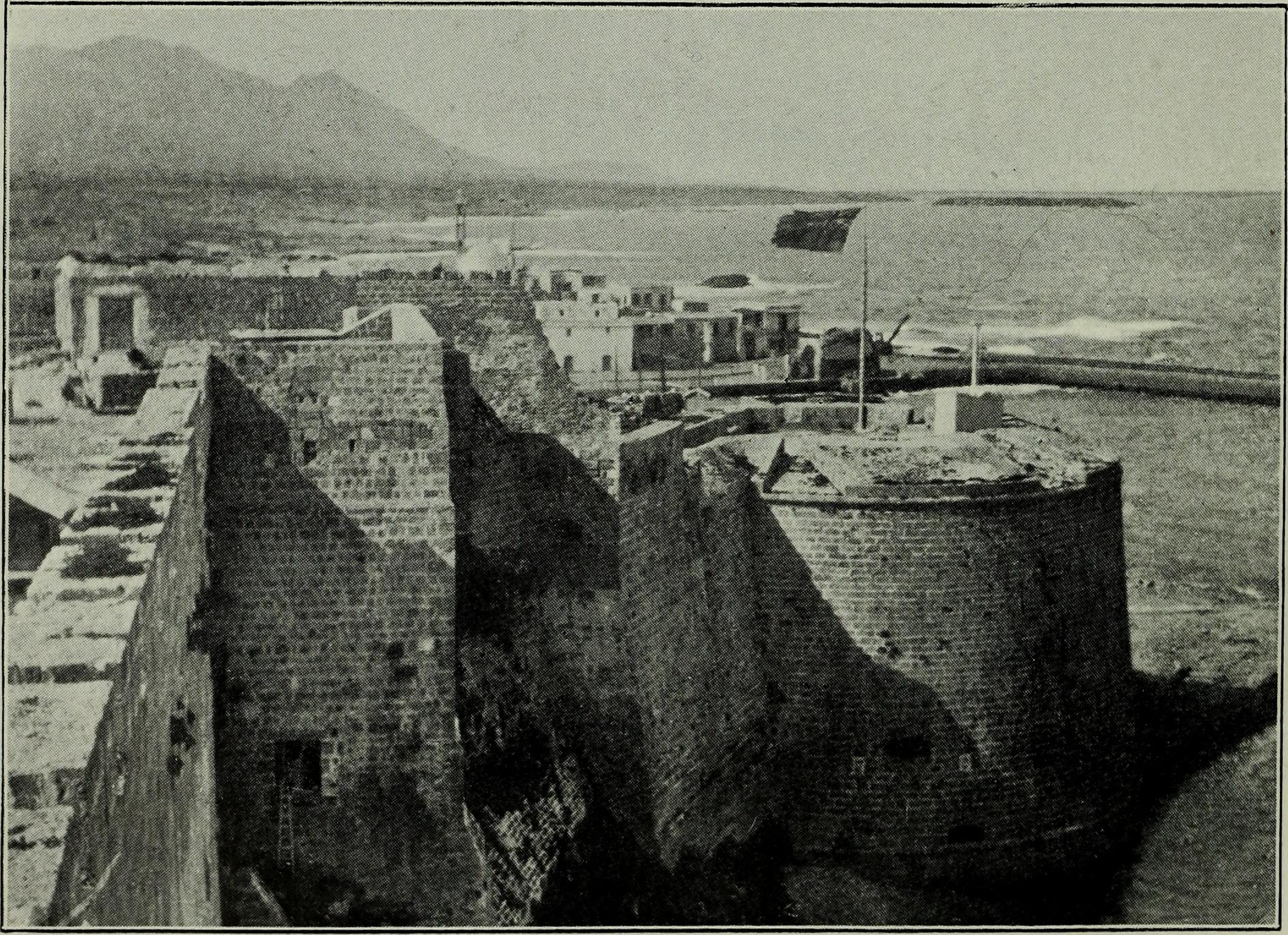
1900-ban a bástyán még brit lobogó lengett...
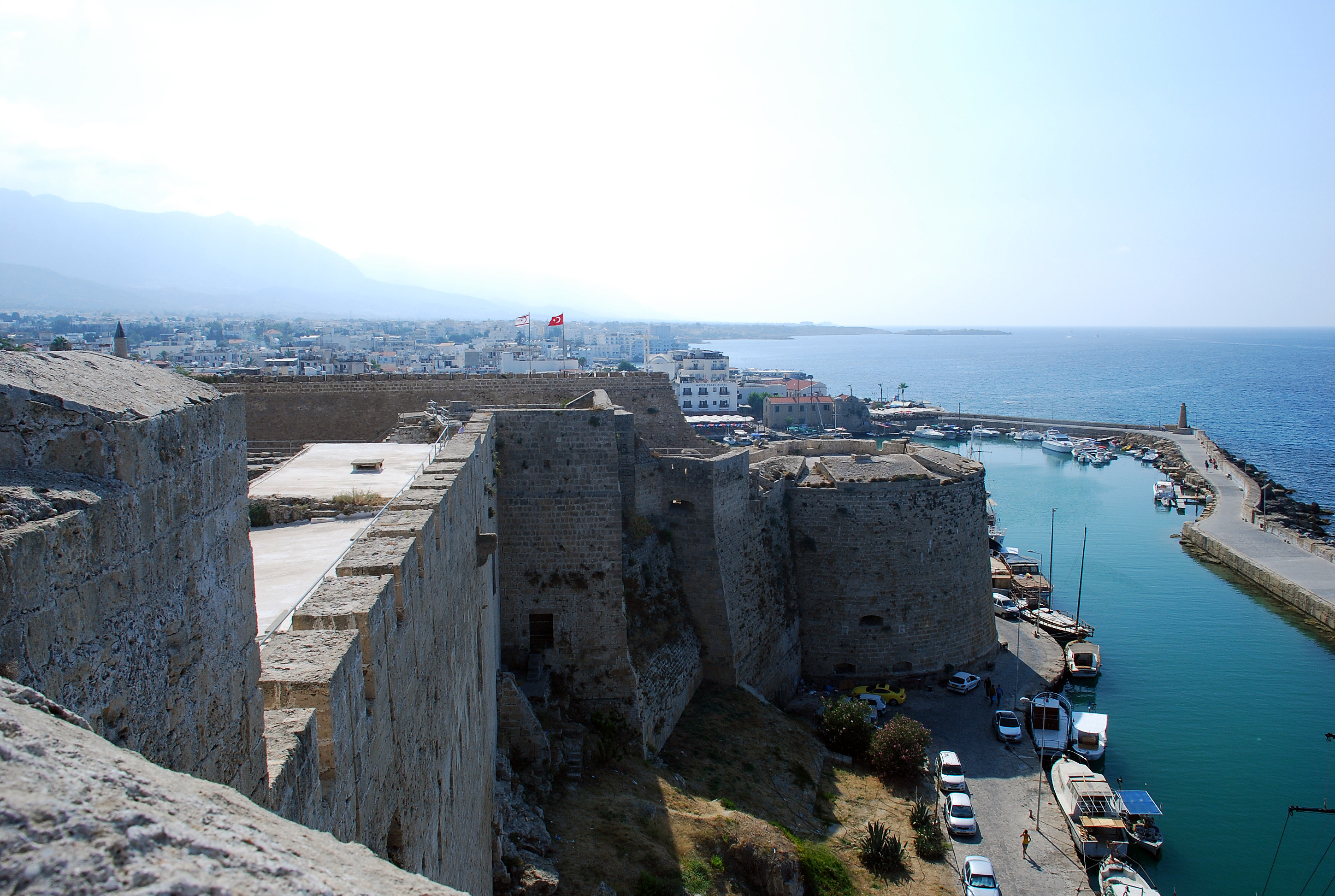
... ma pedig török és észak-ciprusi zászló
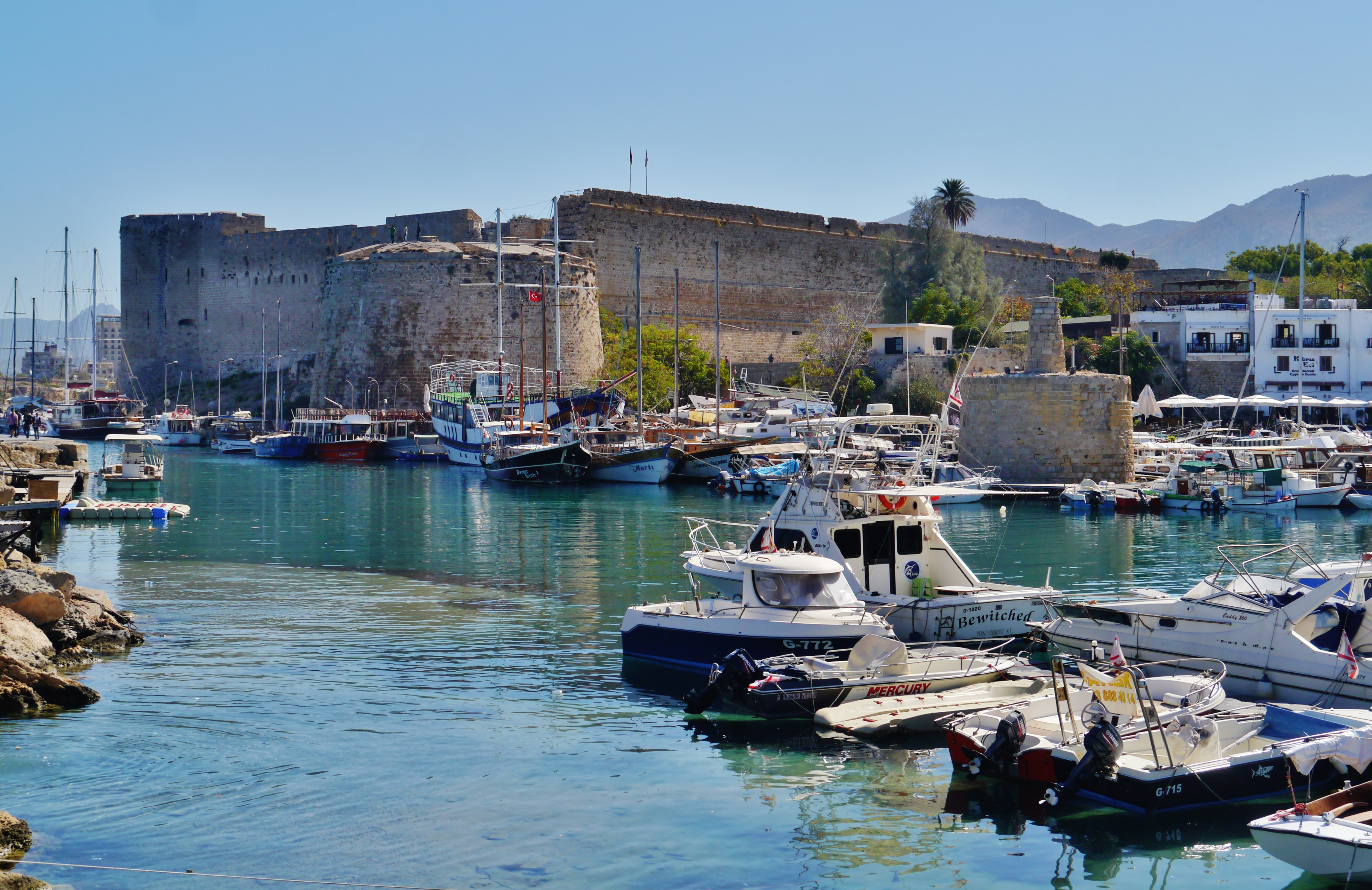
Az egykori erődített kikötő, amely ma már turisztikai célokat szolgál
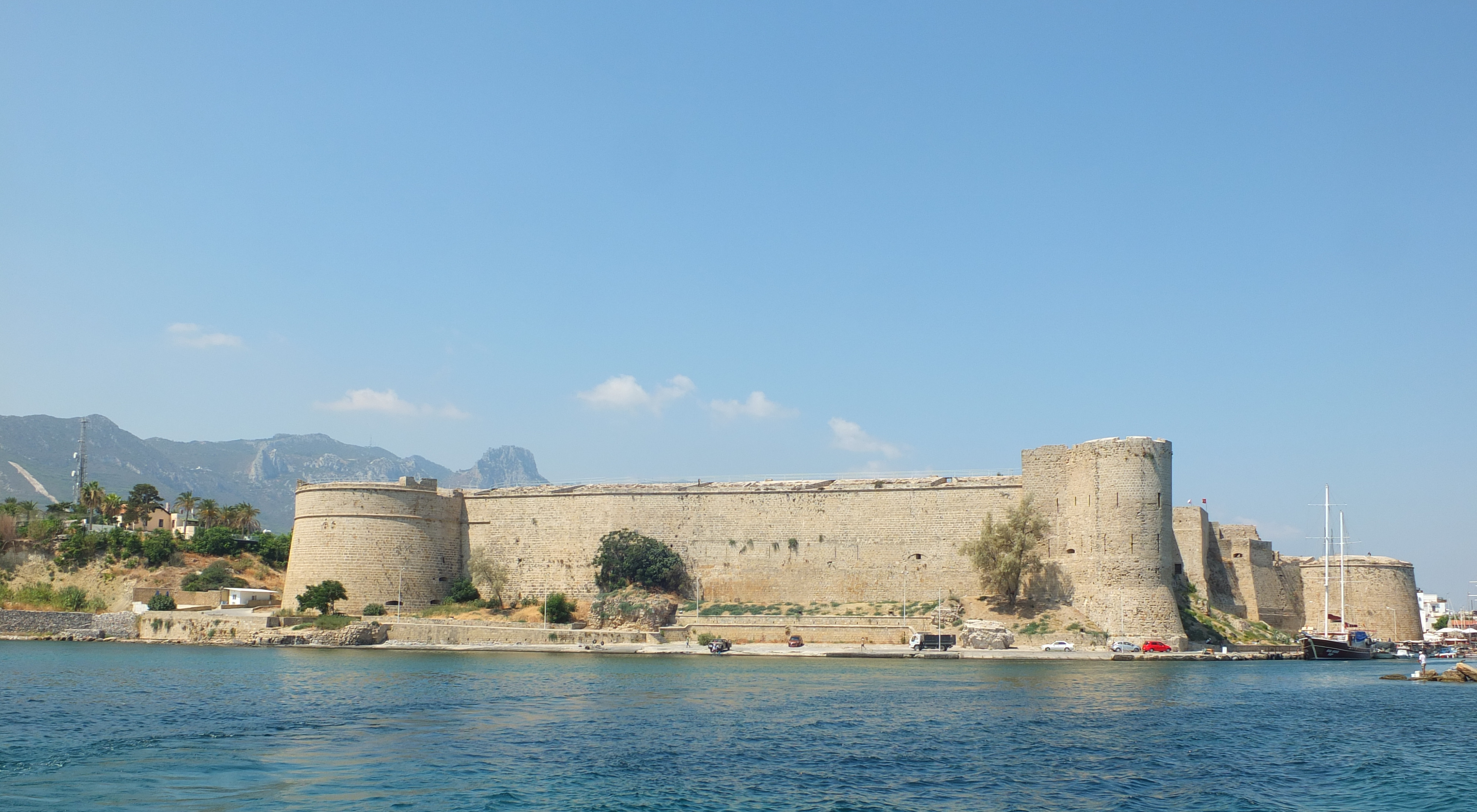
A tenger felőli bástyák és falak
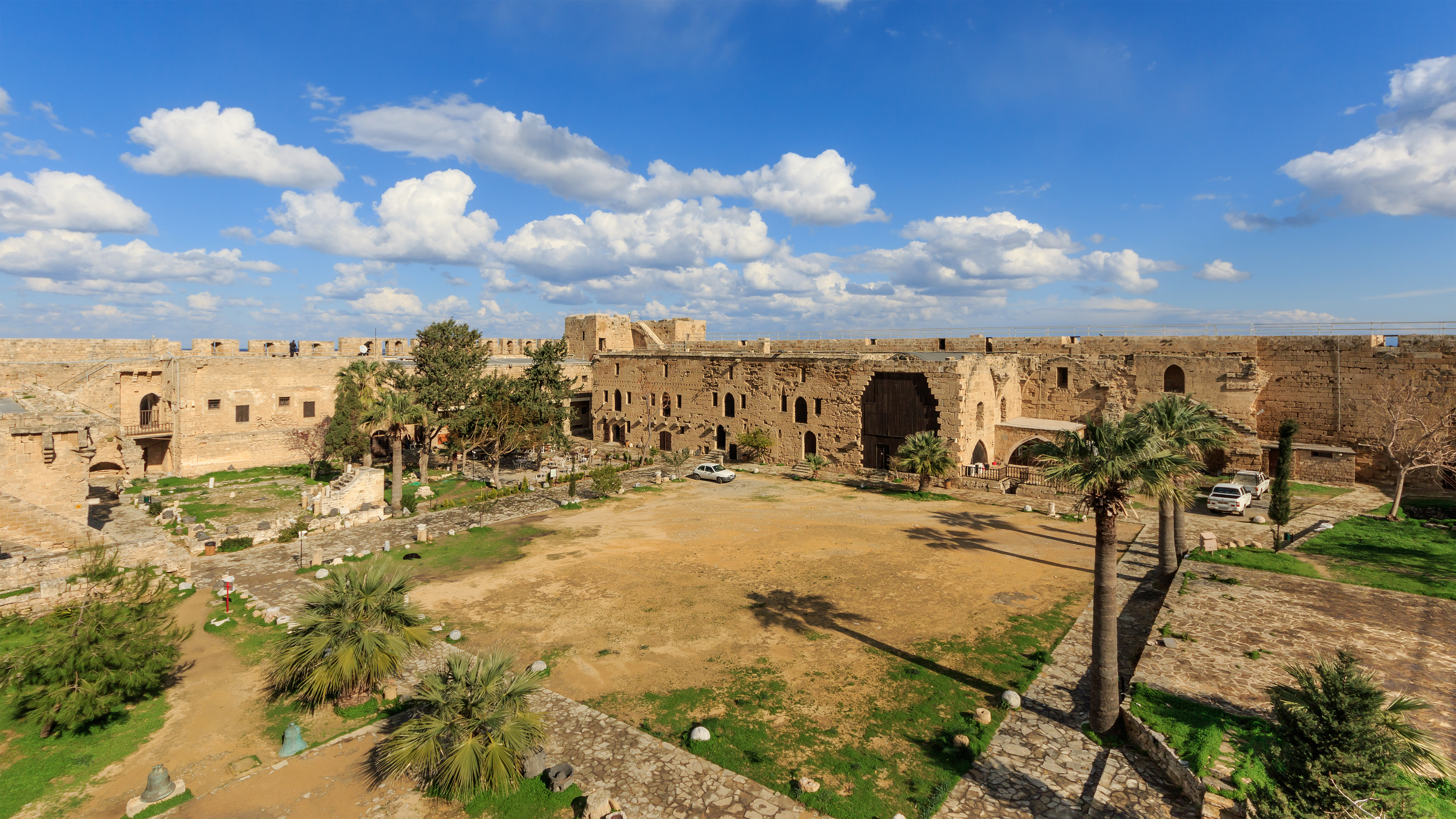
A vár belső udvara
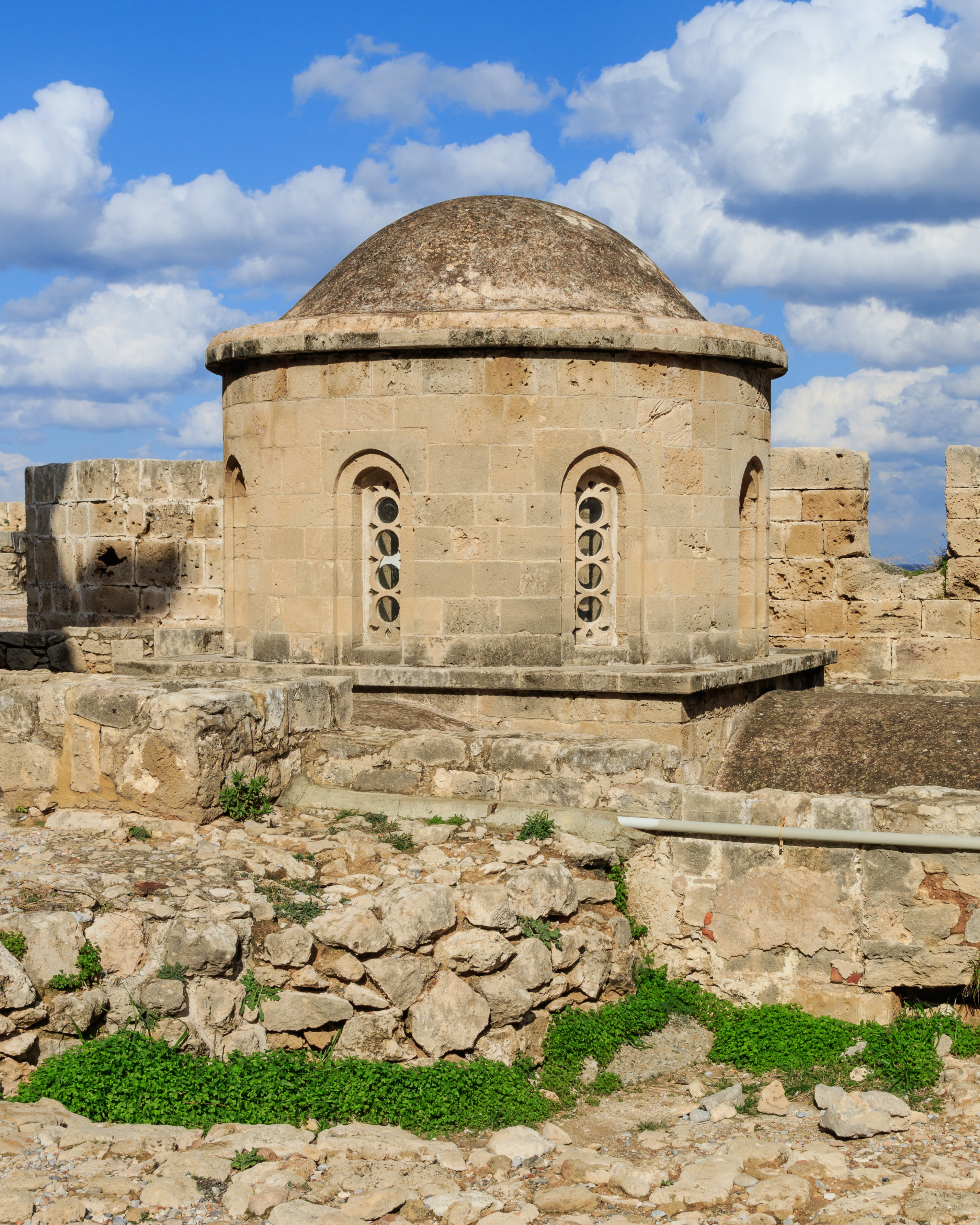
A bizánci stílusú Hágiosz Georgisz-kápolna
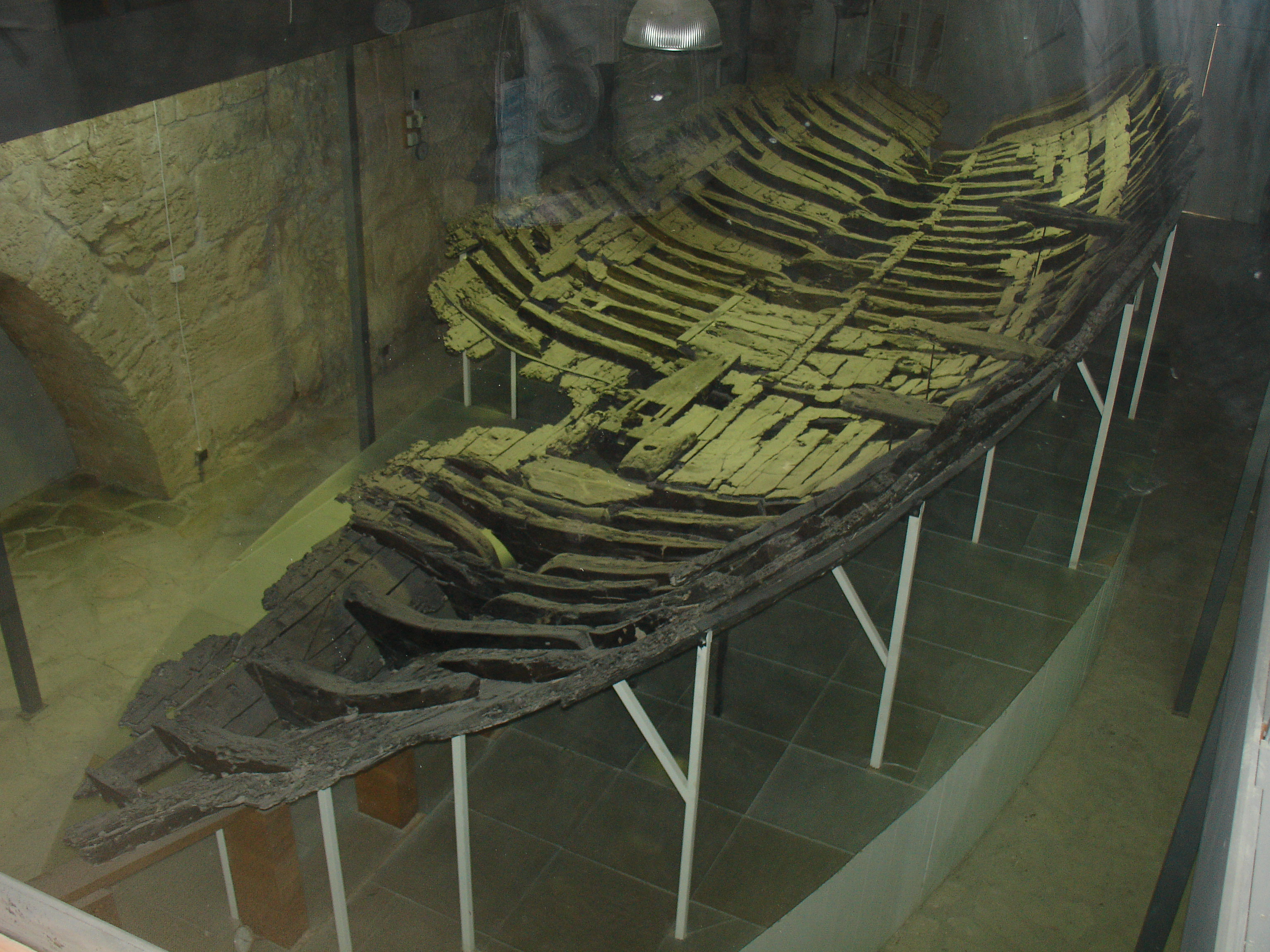
A világhírű keríniai hajó maradványai a Hajóroncs Múzeumban kiállítva
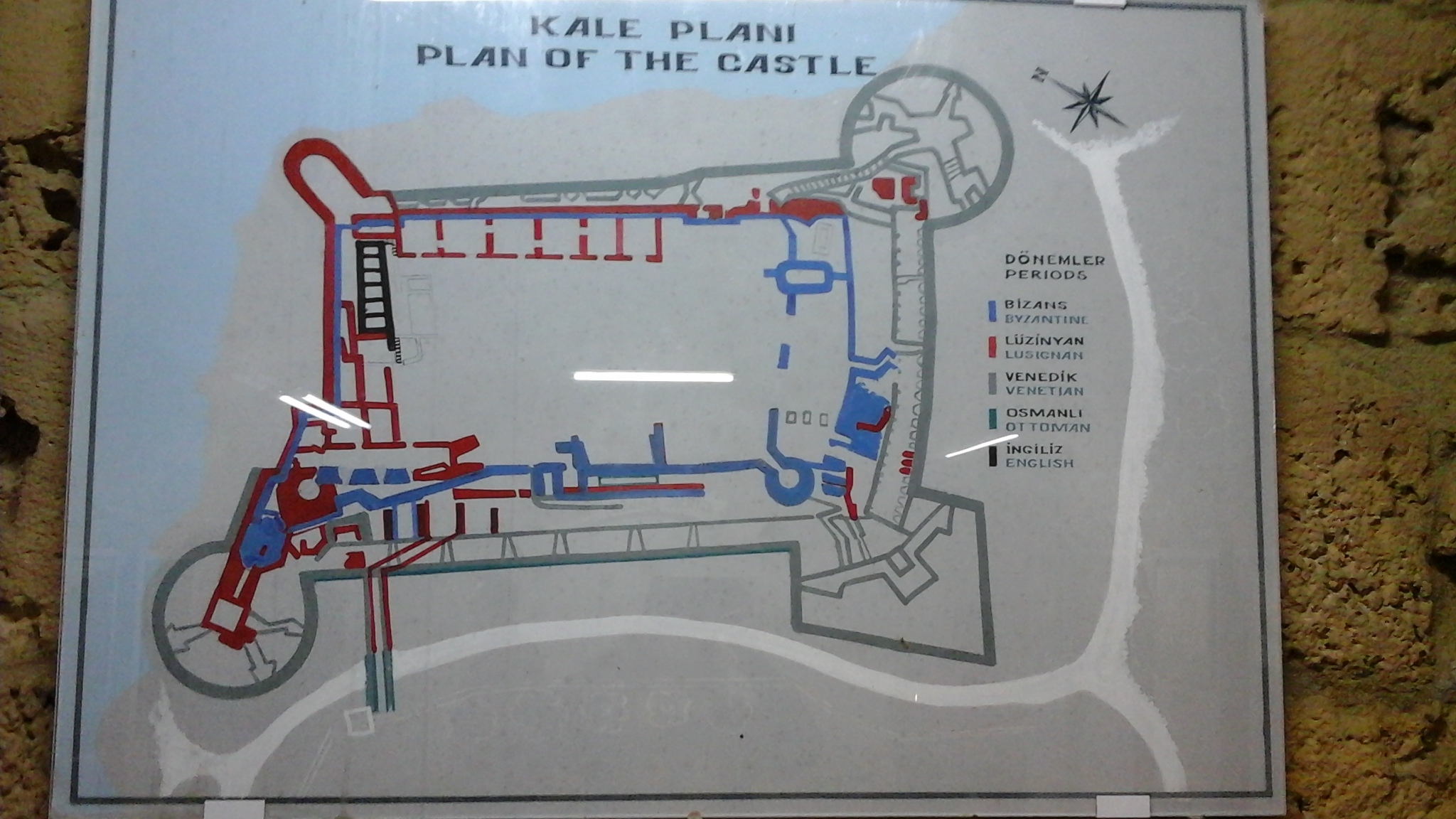
A vár é erődítéseinek alaprajza

## Fordítás
- Ez a szócikk részben vagy egészben  a   Kyrenia Castle című angol Wikipédia-szócikk ezen változatának fordításán alapul.  Az eredeti cikk szerkesztőit annak laptörténete sorolja fel. Ez a jelzés csupán a megfogalmazás eredetét és a szerzői jogokat jelzi, nem szolgál a cikkben szereplő információk forrásmegjelöléseként.